# Kropywnia (rejon korosteszowski)
Kropywnia (ukr. Кропивня) – wieś na Ukrainie, w obwodzie żytomierskim, w rejonie korosteszowskim. W 2001 roku liczyła 485 mieszkańców.